# 사우다드
사우다드(Saudade, 영어: /saʊˈdɑːdə/) 또는 소다드(유럽 포르투갈어: [sɐwˈðaðɨ], 브라질 포르투갈어: [sawˈdadʒi], 갈리시아어: [sawˈðaðə], 브라질 북동부: [saw.ˈda.di], 복수형 saudades), 연병(戀病)은 멜랑콜리아 또는 심심(甚深)한 노스탤지어의 감정 상태이다. 사랑하는 사람이 아직 부재 중이거나 무언가 또는 누군가에 대한 깊은 향수를 불러일으키는 그리움이다. 이는 고독을 의미하는 라틴어에서 유래되었다. 이는 다시는 그리움의 대상을 만날 수 없을 것이라는 억압된 이해와 관련되는 경우가 많다. 한때 유발되었던 흥미진진하고 즐겁고 즐거운 감각으로부터 분리감을 유발하는 감정, 경험, 장소 또는 사건에 대한 기억으로, 종종 파악하기 어렵다. 두아르테 누네스 레앙(Duarte Nunes Leão)은 saudade를 "그것(it)에 대한 열망이 있는 것에 대한 기억"으로 정의한다.
브라질에서는 공식적으로 1월 30일을 사우다드(Saudade)의 날로 기념한다. 포르투갈에서는 널리 알려진 날이 아니다.

## 같이 보기
- 한 (정서)
- 모노노 아와레
- 노스탤지어
- 상사병